# Лоу Уийлд
Лоу Уийлд (на английски: Low Weald) е низина в югоизточна Англия.
Заема 1824 квадратни километра, външната част на областта Уийлд, в графствата Източен Съсекс, Западен Съсекс, Кент и Съри, като надморската височина достига до около 40 метра. Тя огражда от север, запад и юг по-високата равнина Хай Уийлд. По-голямата част от областта е заета от пасища и широколистни гори.